# 新核能時代
《新核能時代》（英語：Nuclear Now）是一部2022年美國紀錄片，由奧利華·史東執導並与他人共同編劇。這部電影認為，核能是應對全球变暖所需的解決方案，因為在全球变暖得不可逆轉之前，其他可再生能源本身不足以讓地球及時實現碳中和。
這部電影改編自美國科學家約書亞·S·戈爾茨坦和斯塔凡·A·奎斯特所著的《光明的未來：某些國家如何解決全球变暖問題，其他國家可以效仿》（A Bright Future: How Some Countries Have Solved Climate Change and the Rest Can Follow）一書。戈爾茨坦與奧利華·史東共同創作了劇本。
該紀錄片在第79屆威尼斯影展非競賽單元首映。本片是范吉利斯最后的几部电影配乐之一。

## 剧情
作为电影的旁白，史東主张核能是一种安全的能源，可以取代化石燃料，从而有助于应对全球变暖。他预测，未来30年，全球电力需求将翻一番或两番。为了确保有足够的低碳电力支持，史東建议大规模生产核电站。
史東认为，回收利用、电动汽车和消费环保产品只是中产阶级的一种自我安慰，并不能真正改变气候。编剧指责反核運動将核能等同于核武器，從而對這種形式的能源產生了原始的恐懼。作者还暗示，石油和天然气行业一直在资助这些运动。

## 评价
《綜藝》雜誌的一篇評論指出，關於核電利弊的爭論由來已久。然而，評論家建議以開放的態度看待這部電影，推測其可能會產生類似於《难以忽视的真相》的影響。在2022年威尼斯國際影展，國際電影、電視和視聽傳播理事會（CICT ICFT）授予《新核能時代》恩里科·富爾奇諾尼獎。評審團表示，這部電影為爭議話題的討論增添了新的、大膽的科學見解。《Deadline》的戴蒙·懷斯評論了這部電影，稱其“看得十分吃力”，但指出影片“提出了很多关于核能的意想不到的建议，揭穿了一些强大的神话”。